# 半乳甘露聚醣

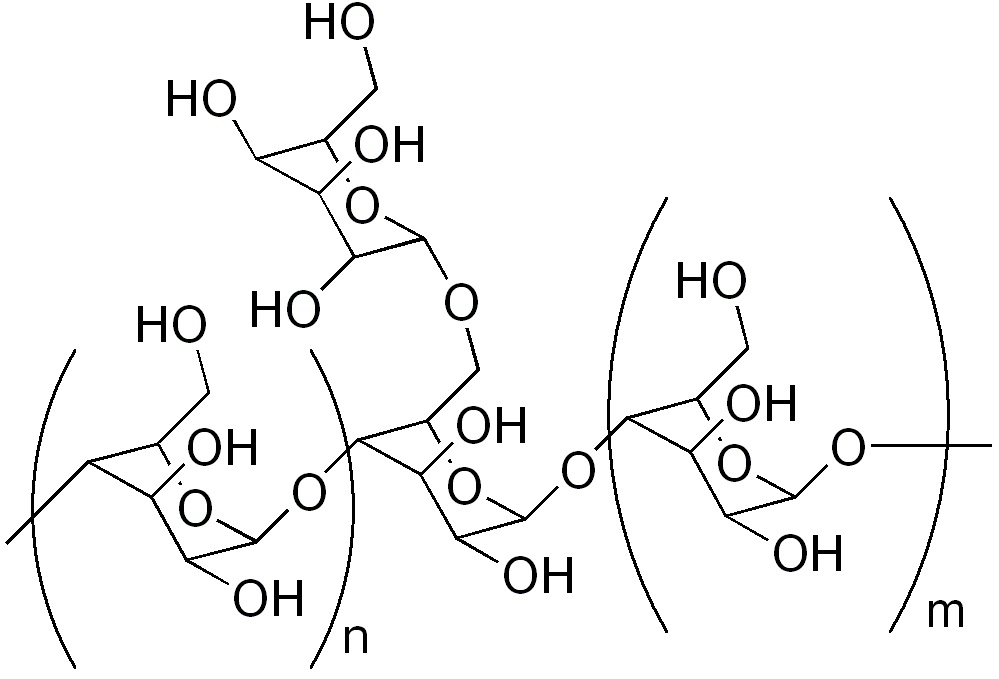
半乳甘露聚醣的一部分，其中表示了甘露醣的骨幹（下方）以及連接的半乳醣分支單位（上方）

半乳甘露聚醣（Galactomannan，簡寫GM）或稱半乳糖甘露聚糖，是一種包含了甘露醣骨幹與半乳醣旁基的多醣，更準確的一點來說，半乳甘露聚醣是直線狀(1-4)-連結的β-D型甘露醣（(1-4)-linked beta-D-mannopyranose ）骨幹於它們6-連接點連接到α-D型半乳醣（alpha-D-galactose）的多醣，即1-6-連結的α-D型吡喃半乳醣（1-6-linked alpha-D-galactopyranose）。部分的植物與真菌都含有半乳甘露聚醣的成分。
依照甘露醣與半乳醣的比值，將半乳甘露聚醣種類按比值由小至大排列：
- 胡蘆巴膠，甘露醣比半乳醣大約一比一
- 關華豆膠（guar gum），甘露醣比半乳醣大約二比一
- 塔拉膠（tara gum），甘露醣比半乳醣大約三比一
- 刺槐豆膠（英语：Locust bean gum）（locust bean gum，LBG）或角豆膠（carob gum），甘露醣比半乳醣大約四比一

半乳甘露聚醣經常被使用在食物產品中，用來增加其水相的黏度，也可以當做食品的安定劑使用。另外，半乳甘露聚醣還有被使用在醫藥與美容之中。

## 食品應用
提煉自豆類的半乳甘露聚醣於食物中經常被當作安定劑（stabilizer）與增黏劑（thickening agent）使用。關華豆膠與刺槐豆膠廣泛地被添加在冰淇淋中，用來提升冰淇淋的外觀質感，並且減少冰淇淋的溶化狀況。刺槐豆膠也被延伸應用在奶油乳酪、水果製備與沙拉醬之中。把塔拉膠當作食品成分的接受度逐漸成長，但是使用量仍然遠小於關華豆膠與刺槐豆膠。關華豆膠在食品應用比例是上述種類中最高的，原因是跟它低廉而且穩定的價格有高度相關。除了半乳醣只溶解在少量熱水之外，大多都可以溶解於冷水中。

## 臨床應用
半乳甘露聚醣是黴菌麴菌屬（Aspergillus）的細胞壁組成成分的一種，隨著黴菌的成長會釋放到外界中。檢測人類血液中是否有半乳甘露聚醣已經被用在診斷是否遭到入侵的麴菌症（Aspergillosis）感染之中。由伯瑞（Bio-Rad）實驗室發表的藉由單株抗體在雙層三明治（double-sandwich）酵素免疫分析的檢測方法已經於2003年通過美國食品藥品監督管理局的審核，而此法的檢驗準確性為中等。此種檢驗方式對於曾經有過造血幹細胞移植的病患來說是最有用的檢驗方式。
眼睛的淚水可以藉由人工潤滑劑的輔助來改善眼睛的舒適度。一個獨立的臨床試驗已經證實包含了HP關華豆膠的人工淚液點眼液可以大幅改善乾眼症病患的眼睛舒適度。
此外，冬蟲夏草成分的蟲草多糖（Cordyceps sinensis polysaccharide ）屬於半乳甘露聚醣的一種，類似的產品也被製成健康食品或化妝品使用。
- EFFECT ON GLYCEMIC INDEX 對於血糖指數的影響

瓜爾膠 (Guar gum) 含大量半乳甘露聚糖，於臨床實驗中証明可有效降低餐後的血糖值。數據顯示，瓜爾膠在長期使用下能降低餐後葡萄糖水平值，或可提升對糖尿病病情的控制。此外，這種纖維療法也可降低膽固醇水平值。
研究說明葫蘆巴 (Fenugreek) 含大量半乳甘露聚糖，其種子粉末在1型糖尿病中的治療作用可以歸因於有效的把葡萄糖和脂質代謝酶回復正常，從而穩定肝和腎中的葡萄糖水平。這些由葫蘆巴種子所產生的生化效應使其可成為1型糖尿病的新治療劑。另一用大鼠作實驗的糖尿病研究指出，胡蘆巴可顯著降低空腹血糖值水平。
在一關於胰島素依賴型（I型）對血糖和血清脂質分佈的影響研究實驗結果指出，葫蘆巴飲食能顯著降低空腹血糖水平，改善葡萄糖耐量試驗，從而表明葫蘆巴在糖尿病管理中的有效性。
半乳甘露聚醣（Galactomannan）是一種可溶性纖維，據報導指可減少餐後血糖反應。實驗研究，利用從加拿大種植的葫蘆巴種子抽取纖維，以確定半乳甘露聚醣是否於基因上影響精瘦和肥胖大鼠的腸道葡萄糖攝取量。實驗結果表明，半乳甘露聚醣獨特的粘性，具有降低腸道吸收葡萄糖的潛力，因此有利於血糖管理。
- EFFECT ON CHOLESTEROL AND FAT 對於膽固醇和脂肪的影響

瓜爾膠(Guar gum)是一種可溶性膳食纖維，主張用於降低高膽固醇血症患者的血清總膽固醇水平，其作用機制與膽汁螯合樹脂相似。儘管瓜爾膠也用作非胰島素依賴性糖尿病患者的輔助劑，但該綜述限於作為降血脂藥的功效。臨床試驗表明，當單獨使用時，瓜爾膠或可將血清總膽固醇降低10至15％。
研究評估了於酸奶中加入部分水解瓜爾膠（PHGG）對餐後血清脂質水平的影響。在脂肪耐量試驗中，11名健康成年男性受試者給予具有或不具有6g PHGG的酸奶作為交叉研究。補充了6g的PHGG顯著抑制了餐後血清殘餘樣脂蛋白顆粒膽固醇（RLP-C）和甘油三酯（TG）的增量峰值及增量曲線下區域的數值。該結果表明PHGG有降低高脂血症風險的潛力。
- EFFECT ON IRON ABSORPTION 對於鐵吸收的影響

曾有研究評估膳食纖維 - 部分水解瓜爾膠（PHGG）對腸道吸收鐵質的影響。研究以飲食攝入之方式，分別對比服用部分水解瓜爾膠、纖維素和不含膳食纖維飲食，測試有缺鐵性貧血大鼠的生長反應。研究結論指，部分水解瓜爾膠比其他兩種方式更能提升腸道吸收鐵質，血紅蛋白的再生及肝臟鐵質水平。
另一研究測試部分水解瓜爾膠（PHGG）或完整的瓜爾膠 (GG)對餵食缺乏幾種鐵質的大鼠於鐵質利用率之影響。 餵食缺乏鐵質而不含PHGG和GG的對照組大鼠，其血紅蛋白、血清鐵和肝臟中的鐵存量顯著減少；反之與PHGG或GG一起飼餵的測試組大鼠，其血紅蛋白、血清鐵和肝臟中的鐵存量則沒有變化。在3天的鐵質平衡試驗中，施用PHGG或GG令鐵質吸收量增加。測試結果表明，PHGG或其代謝物增加膳食鐵質的可用率。
- EFFECT ON IRRITABLE BOWEL SYNDROME 對過敏性腸道的影響

根據相關文獻，部分水解瓜爾膠（PHGG）是一種水溶性膳食纖維，在臨床營養中具有廣泛的用途。其獨特的粘度使其可用於腸道產品和飲料。PHGG可添加到腸道營養配方和食品中作為膳食纖維的來源。 PHGG提供與膳食纖維攝入相關的益處。在飲食中加入PHGG降低了老人對瀉藥的依賴性。另外，PHGG除降低敗血症患者之腹瀉機率外， 亦減少腸易激綜合症的症狀。PHGG還增加了腸道中雙歧桿菌的產生。
- OTHERS 其他

曾有報告對過去五年對膳食纖維的研究作出評論。現在確定膳食纖維對控制血漿葡萄糖和脂質水平的參與度。有實驗室研究了兩種膳食纖維來源【大豆和葫蘆巴】，並發表相關研究。
研究顯示葫蘆巴種子 (Fenugreek Seed) 對1型和2型糖尿病患者和實驗性糖尿病動物具有降低血糖和膽固醇的作用。相關研究指出，葫蘆巴提取物可以在重複治療6週後降低實驗性糖尿病大鼠的腎臟/體重比例、血糖和血脂水平及改善血液流變學性質。
另有實驗顯示，餵飼葫蘆巴種子膠漿和薑黃補充劑予糖尿病大鼠有助於降低麥芽糖酶活性的變化，然而對蔗糖酶和乳糖酶的影響則沒有太大變化。相關文獻指，餵飼葫蘆巴種子膠漿和薑黃對腸和腎二糖酶有正面的影響，從而有利糖尿病管理。

## 參照
- 食品添加劑
- 葡甘露聚醣（glucomannan）
- 膠凝劑（gelling agent）
- 三仙膠（xanthan gum）